# Kiron (Iowa)
Kiron – miasto w Stanach Zjednoczonych, w stanie Iowa, w hrabstwie Crawford. W 2000 roku liczyło 273 mieszkańców.